# 水森ちこ
水森ちこ（みずもりちこ、2月15日 - ）は、日本の女性声優。埼玉県出身。BLACK SHIPジュニア所属。

## 人物
かつては同人舎（現：アル・シェア）、ステイラックに所属していた。
ストリーミングサービスSHOWROOM内で、2014年に声優によるユニットグループ「にごどる!」に参加。雪乃真白役を担当していた。この活動は2016年まで続いた。
2016年、ステイラック附属声優・俳優養成所「Follow-Up」入所。2018年よりステイラック所属となる。
2024年3月31日、同日付でのステイラック退所が発表された。
2024年7月1日、BLACK SHIPへの移籍を自身のSNSで報告。同時に芸名を杉村ちか子から水森ちこへと変更した。

## 出演

### テレビアニメ
2017年
- けものフレンズ（カピバラ）

2018年
- クレヨンしんちゃん（園児G）
- Lostorage conflated WIXOSS（女子高生）

2019年
- 手品先輩（生徒、子供）
- 異世界チート魔術師（アルメダ）
- スタンドマイヒーローズ PIECE OF TRUTH（女子）

2020年
- うちタマ?! 〜うちのタマ知りませんか?〜（女子高生）
- D4DJ First Mix（女生徒）
- いわかける! - Sport Climbing Girls -（女子高生A）

2021年
- BEASTARS（おばちゃん）
- 擾乱 THE PRINCESS OF SNOW AND BLOOD
- SCARLET NEXUS（コメンテーター）
- BLUE REFLECTION RAY/澪（女子生徒）
- アイドリッシュセブン Third BEAT!（女性アナウンサー）
- 異世界食堂2（町人）
- 世界最高の暗殺者、異世界貴族に転生する（リコ）

2022年
- ヒロインたるもの!〜嫌われヒロインと内緒のお仕事〜（鈴木、観客B、放送委員）
- パリピ孔明（パリピ、女子高生、通行人、観客）
- 異世界薬局（女性客）
- キングダム（2022年 - 2024年、子ども、少女） - 2シリーズ
- アキバ冥途戦争（袋鼠エースメイド、ウサギ店長、メイドシープのメイド、愛美の部下、ウーパーズモブ 他）

2023年
- Buddy Daddies（ドロシー、ママ友、女子高生、インタビュアー、タイガママ 他）
- 東京リベンジャーズ（女の子A）
- マッシュル-MASHLE-（レグロ母、試験官）
- 彼女が公爵邸に行った理由（ステファニー・カーライル）
- 幻日のヨハネ -SUNSHINE in the MIRROR-
- ダークギャザリング（佐々木双葉、A子、受付、女子生徒、平琴子、霊 他）
- わたしの幸せな結婚（斎森家使用人）
- SHY（子供）
- 呪術廻戦 懐玉・玉折/渋谷事変（官公庁職員、一般人）

2024年
- 道産子ギャルはなまらめんこい（生徒）
- ダンジョン飯（王妃）
- 戦国妖狐（鶴吉の姉）
- 真の仲間じゃないと勇者のパーティーを追い出されたので、辺境でスローライフすることにしました2nd（少女の母親）
- 戦隊大失格（2024年 - 2025年、日々輝の母、立花音呼） - 2シリーズ
- 神之塔 -Tower of God- 王子の帰還（玲子）
- 真夜中ぱんチ（イベント客）
- らんま1/2 (2024)（生徒）
- ネガポジアングラー（子供）

2025年
- 地縛少年花子くん2（生徒A、生徒C、影ナースB、少女A） - 2シリーズ
- トリリオンゲーム（アイドル）
- 鬼人幻燈抄（町民）
- クラシック★スターズ（女性店員、ナビ）

### 劇場アニメ
- 巨蟲列島（2020年、宮園恵美子）
- 夏へのトンネル、さよならの出口（2022年）

### OVA
- Hybrid Child（2015年、瀬谷壱〈幼少〉）

### Webアニメ
- 終末のワルキューレ（2021年 - 2023年、宮本伊織、パールヴァティ、けん、雷電為衛門の母親 他） - 2シリーズ

### ゲーム
2014年
- ウチの姫様がいちばんカワイイ（熾天姫 ルシフェル）

2015年
- グランスフィア（モニカ）
- 戦乱のサムライキングダム（太田道灌、徳川秀忠）
- ヘルプ!!!恋が丘学園おたすけ部（火野郁実）

2016年
- 幻塔戦記グリフォン（女性ボイス）
- 戦国アスカZERO（藤岡九兵衛）
- 放課後ガールズトライブ（不破靖奈）

2017年
- ドラゴンエッグ（ヴァルキリア）
- デュエルエクスマキナ（コロンビーナ）

2018年
- モンスターストライク（2018年 - 2025年、ノイシュヴァンシュタイン〈進化前〉、ヒメジ、ニギミタマ、マリー・アンジュ、デティアカル）
- プリンセスコネクト！Re:Dive（バグモンスター）

2019年
- ファンタシースターオンライン2 es（アステユニコン、スサノグレン、リベラシオン）
- CARAVAN STORIES（オルガ）

2020年
- エコーズオブパンドラ（PPSh-41、ヘッツァー、シャーマンジャンボ）
- ガールフレンド（仮）（2020年 - 2024年、羽鳥晶〈2代目〉）
- ビッグバッドモンスターズ（赤羽凛）

2021年
- ブルーアーカイブ -Blue Archive-（2021年 - 2024年、栗村アイリ）

2023年
- タワーオブスカイ（タオタオ）

2024年
- 逆転オセロニア（真白）

### 吹き替え

#### 映画
- 小さなバイキングビッケ（ウルゲン） - DVD版
- ハイ・ライフ（ウィロー）
- デンジャラス・チェイス（マヤ）
- レッド・エージェント 愛の亡命（ヘイブン）

#### ドラマ
- メシア（検察官）

#### アニメ
- 悪魔城ドラキュラ -キャッスルヴァニア-: 月夜のノクターン[33]
- 攻略うぉんてっど!〜異世界救います!?〜（衛兵）

### ボイスドラマ
- スピカリタ（ナギ）

### デジタルコミック
- りぼんチャンネル
  - どす恋！（2019年、瓜咲らん）
  - 召使いだって王子と恋したい（2020年、野々崎芽衣）
  - さくらの映る湖で（2020年、咲良）
- アンジェンテ
  - 愛追うふたり（2022年、高砂志帆）[34]
  - となりのワカゾー（2023年、川島、老婦人B、若い女A）[35]
  - ひとつしかないもの（2023年、坂上母・女子大生1）[36]
  - その好きほんと。（2024年、良子、谷本雅）[37]
- BIG COMICS
  - くるくるくるま ミムラパン（2023年、メイ[38]、ひづめ）
- 推す BL Lab. 【イケ生ボイスCH】
  - 銀次と桃田（2023年、藤森千恵子[39]）

### オーディオブック
- 屍人荘の殺人（2020年、静原美冬）

### ラジオ
- ラジオパーソナリティ養成講座（渋谷のラジオ、アシスタントMC）
- ShibuyaCross-FMラジオパーソナリティ

### 舞台
- 幕末サムライヌード（2013年）[40]
- カラクリヌード（2014年）[41]

### その他コンテンツ
- にごどる!（雪乃真白[3]）
- オーディオドラマ『芙蓉友奈は語部となる』（2023年、女子バスケ部部長、参拝客）

## ディスコグラフィ

### キャラクターソング
| 発売日        | 商品名                                                      | 歌               | 楽曲                                   | 備考                                            |
| ------------- | ----------------------------------------------------------- | ---------------- | -------------------------------------- | ----------------------------------------------- |
| 2015年8月12日 | にごどれ！うぇぶからーどフェアリー                          | にごどる！       | 「にごどれ！うぇぶからーどフェアリー」 | 『にごどる!』関連曲                             |
| 2024年7月22日 | ブルーアーカイブ 青春あんさんぶる Vol.6「放課後スイーツ部」 | 放課後スイーツ部 | 「パフェダイアリーズ」                 | ゲーム『ブルーアーカイブ -Blue Archive-』関連曲 |

### シリーズ一覧
1. ↑  第4シリーズ（2022年）、第5シリーズ（2024年）
2. ↑  1st season（2024年）、2nd season（2025年）
3. ↑  第1クール（2025年）、第2クール（2025年）

### ユニットメンバー
1. ↑  黒葉美咲（葉月真衣）、結城真朱（寺島あかり）、ハイザキ・ニル（新妻華奈）、和流みずほ（桜良苺）、雪乃真白（杉村ちか子）、星宮こもも（結月春菜）、深海あおい（鈴木千菜実）、落月南衣代（宮木南美）、梓ノ宮紫（篠崎愛）、ルナール・N・ローザ（三浦愛恵）、緑川翡翠（村田綾野）
2. ↑  アイリ（水森ちこ）、カズサ（夏吉ゆうこ）、ナツ（長縄まりあ）、ヨシミ（真野あゆみ）